# Tien van Renesse
De Tien van Renesse was een groep Nederlandse verzetsstrijders tijdens de Tweede Wereldoorlog, die op 10 december 1944 te Renesse door de Duitse Wehrmacht werd opgehangen. De groep bestond uit Menke Koos van der Beek, Iman Marinus van der Bijl, Willem Maarten Boot, Joost Pieter Jonker, Leendert Marie Jonker, Marcus Pieter Machiel van der Klooster, Johannis Oudkerk, Cornelis Lazonder, Jan Andreas Verhoeff en Adriaan Martijn Padmos.

## Achtergrond
Schouwen-Duiveland bleef tot in mei 1945 bezet door het Duitse leger, terwijl de rest van de provincie Zeeland in de laatste maanden van 1944 werd bevrijd. In verband met de operatie Market Garden kwam er een luchtvloot over het eiland richting Arnhem. Die bestond uit vliegtuigen die zogenaamde gliders op sleeptouw hadden. Boven Schouwen gaat er iets mis met een glider. De twee piloten Bernard Black en Phil Hudson en de Nederlandse commando Herman de Leeuw duiken onder. Ze komen in contact met het verzet. Politieman Christiaan Wisse stelt voor contact op te nemen met de geallieerden op het bevrijde Sint-Philipsland met de vraag of die bereid zijn de drie militairen op te halen. Zij geven aan dat te willen proberen vanuit Noord-Beveland. De geallieerden stellen voor dat met de drie militairen ook hun twee begeleiders Menke van der Beek en Christiaan Wisse mee gaan. Daaruit vloeit het verzoek voort of een aantal verzetsmensen ook mee mag naar bevrijd gebied. Dat verzoek wordt ingewilligd door de geallieerden.
Wat was er namelijk gebeurd? Op 3 december 1944 maakte de Duitse leiding van Schouwen-Duiveland bekend dat alle mannen tussen de 15 en 50 jaar zich moesten melden voor de Arbeitseinsatz. Ze zouden naar Duitsland worden gevoerd om te werken in de oorlogsindustrie. Aan de gemeenteambtenaren van de nog bevolkte dorpen werd opdracht gegeven lijsten samen te stellen met de namen en verblijfplaatsen van deze mannen.
In de gemeente Renesse kreeg het verzet gelegenheid van een paar ambtenaren om het bevolkingsregister weg te nemen en te begraven. Voor de ambtenaren betekende dit zo snel mogelijk onderduiken, wat niet meeviel op een eiland dat voor een derde onder water was gezet door de Duitsers. Bovendien reageerde de bezetter furieus.

## Uitwijkplannen
Toen de leiding van het verzet hoorde van de plannen om over de Oosterschelde drie militairen, samen met hun begeleiders Van der Beek en Wisse, over te brengen naar bevrijd gebied, werd aan de geallieerden gevraagd of er verzetsmensen van het eiland mee zouden kunnen varen. Men had uitstekende informatie over geschutsopstellingen, mijnenvelden en mitrailleursnesten. Al deze gegevens konden de geallieerden goed van pas komen bij verdere verovering van Schouwen-Duiveland. De geallieerden beantwoordden de vraag van het verzet positief.
De toegenomen Duitse repressie, de moeilijkheid om onder te duiken en het bezitten van geheime informatie deed de leiding van het verzet besluiten om totaal zeventien personen 's nachts met een boot over te laten zetten naar bevrijd Noord-Beveland. Tot de zeventien behoorden, behalve drie geallieerde militairen, de twee gemeenteambtenaren van Renesse en een gedeserteerde Armeniër. Verder onderduikers en verzetsmensen uit een aantal plaatsen op Schouwen-Duiveland.
Afgesproken werd als ophaalpunt de dijk ten zuidwesten van Zierikzee. De eerste poging op 6 december 1944 mislukte wegens het barre winterweer. Op 7 december werd een tweede poging afgesproken op dezelfde tijd en plaats. Toen er geen contact gemaakt kon worden met de boot, de mosselkotter BRU 34, besloot men in groepjes naar huis terug te keren. Men stuitte daarbij op een patrouille van Duitse soldaten. Er ontstond een kort vuurgevecht. Zes mannen wisten te ontsnappen, waaronder de drie Britse militairen.
De overigen vielen in Duitse handen en werden per boot overgebracht naar Goeree-Overflakkee. Alleen C. Lazonder, de gemeentesecretaris van Renesse, zwaargewond geraakt door de Duits geweervuur, kon niet mee reizen. Onderweg sprong de Armeense militair over boord en verdronk.

## Arrestatie en executie
De politieman Christiaan Wisse uit Brouwershaven wist met zijn vrouw aan een arrestatie te ontkomen. Na de oorlog was hij opsporingsambtenaar bij de Koninklijke Marechaussee, ingedeeld bij de Politieke Opsporingsdienst te Zierikzee. In oktober 1945 voltooide hij zijn proces-verbaal over de Tien van Renesse met als oogmerk een bijdrage te leveren, wanneer het tot de berechting van de oorlogsmisdadigers zou komen. Over het vonnis schreef Wisse: "Door de districtscommandant Hauptmann Becker werd het vonnis van het Standgericht voorgelezen. In het vonnis stond, dat de tien mannen door middel van de strop ter dood zouden worden gebracht, omdat zij getracht hadden met de vijand in contact te komen en militaire gegevens in handen van de vijand wilden geven.
Daarnaast zouden alle goederen van de veroordeelden verbeurd worden verklaard, terwijl hun huizen, wanneer die alleen stonden, moesten worden verbrand. Indien de huizen tussen andere gebouwen stonden, zodat verbranding niet mogelijk was, dan moesten deze woningen worden ontruimd en door de burgemeester aan te wijzen gezinnen worden bewoond.
Waar de heer Lazonder zwaargewond was, zou hij worden opgehangen zodra hij weer enigszins hersteld was. De lijken moesten twee keer 24 uur, ten aanschouwen van het publiek blijven hangen en mochten daarna worden begraven. Hauptman Becker deelde hierna nog mee, dat bij volgende tegenwerking tegenover de Duitse weermacht of sabotagehandelingen een nog groter aantal personen zou worden opgepakt en eveneens zou worden opgehangen. Hierop konden zij vertrekken."
Ondanks ruim twee dagen zonder eten en drinken en ondanks ernstige martelingen voor en tijdens het proces heeft niemand van de tien verdachten ook maar iets losgelaten.
Ds. H.C. Voorneveld, gereformeerd predikant te Burgh-Haamstede, mocht de negen mannen een kwartier geestelijke bijstand verlenen in een bunker bij Slot Haamstede. Nadat Psalm 23 en 91 waren gelezen, zongen zij tezamen: Een vaste burcht is onze God. De voltrekking van het vonnis vond plaats te Renesse bij de ingang van Slot Moermond op zondag 10 december om 12.00 uur. Lazonder moest vanaf een brancard toekijken hoe zijn negen makkers werden opgehangen. Toen hij kort daarop ook stierf werd ook zijn lijk opgehangen. Onvoorbereide familieleden en burgers werden gedwongen kort na het gebeuren langs de gehangenen te lopen. Een van hen was de vader van Jan Verhoeff, die zijn zoon moest aanschouwen als gehangene.

## Nasleep
De Duitsers dreigden om meer burgers van het eiland op te hangen indien de zes voortvluchtigen van de groep die overgezet zou worden, niet binnen 48 uur aan de Duitsers uitgeleverd zouden worden. Vier van hen meldden zich, onder wie de Britse piloten Black en Hudson en de Nederlandse commando De Leeuw, en werden krijgsgevangen. Zij overleefden de oorlog, net als de twee die ondergedoken bleven (Christiaan Wisse en zijn vrouw.)
Na twee dagen werden de lijken van de 'Tien van Renesse' weggehaald en op de begraafplaats in Renesse ongekist in een massagraf gelegd.

## Herdenking

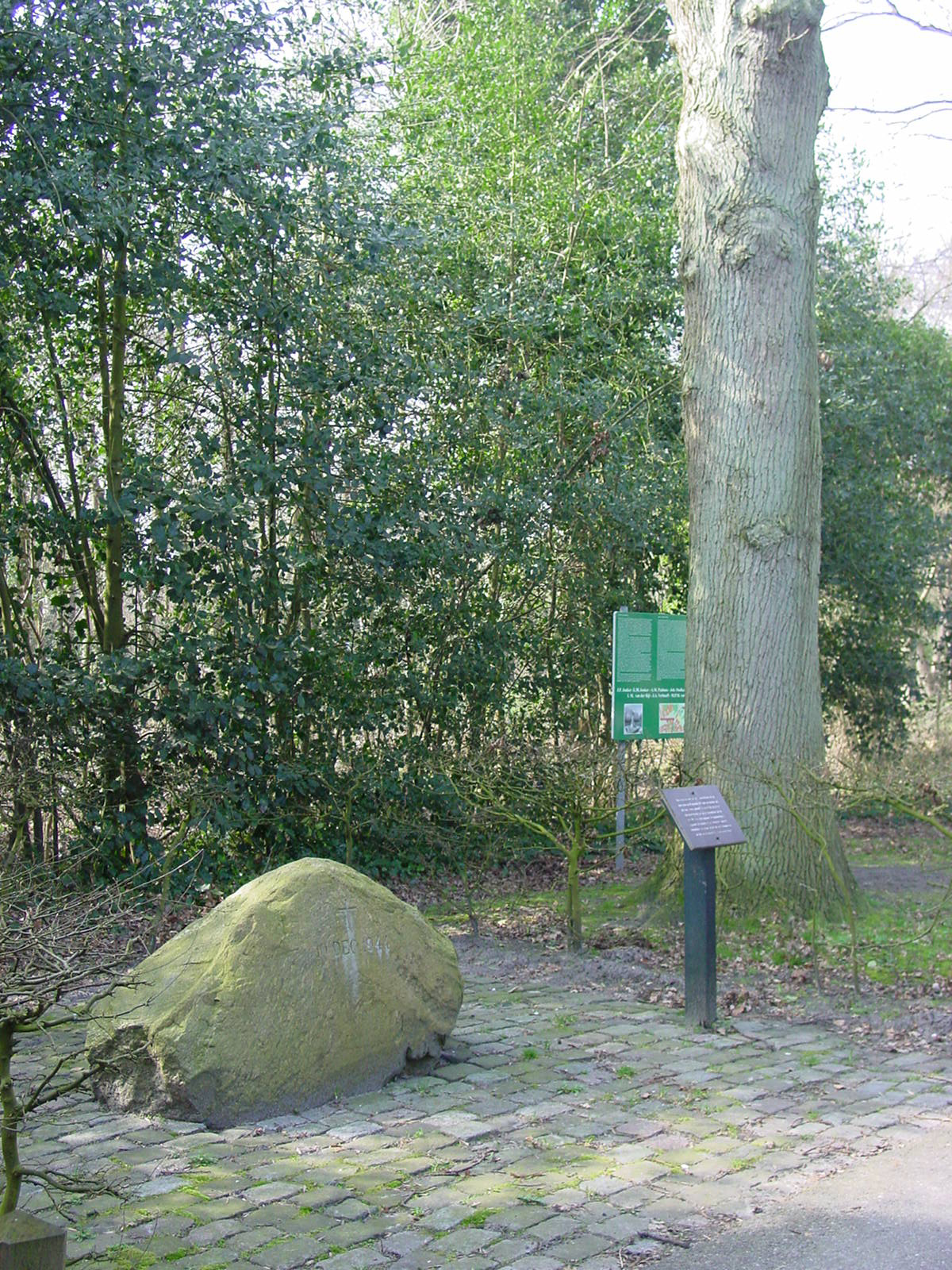
Plaats waar de Tien van Renesse werden opgehangen

Op de plek van de executie is een zwerfkei opgericht, waarbij het verhaal van de Tien op een informatiebord is geplaatst. De Amsterdamse beeldhouwer Jan Havermans maakte een monument voor de 'Tien van Renesse', dat op 4 mei 1949 werd onthuld bij de ingang van de begraafplaats van Renesse. Het monument is geadopteerd door de plaatselijke basisschool 't Staepel'of, waarvan de leerlingen jaarlijks meedoen aan de herdenking.
Tot 2009 werden de Tien op 10 december herdacht. Na het overlijden van de laatste nabestaande, werd besloten vanaf 2010 de herdenking te laten samenvallen met de Nationale Dodenherdenking op 4 mei.

## Oordeel Loe de Jong
In zijn standaardwerk Het Koninkrijk der Nederlanden in de Tweede Wereldoorlog oordeelt dr. Loe de Jong over de geschiedenis van de Tien van Renesse: „Eerder schreven wij dat wat in Putten is geschied, tekenend is geweest voor de mentaliteit die in delen van de Wehrmacht was gaan heersen en wij wezen de lezer er toen reeds op dat wij in dit verband nog een tweede gebeuren wilden behandelen: het ophangen in Renesse van tien inwoners van Schouwen, ‘het enige ons bekende geval’, schreven wij, ‘waarbij, afgezien van een beperkt aantal ophangingen in het concentratiekamp Vught, deze vorm van de doodstraf door de Duitsers in bezet Nederland is toegepast.’ Wat zich te Renesse heeft afgespeeld, is trouwens ook in andere opzichten in hoge mate schokkend, ja stuitend geweest.“ (L. de Jong: Het Koninkrijk der Nederlanden in de Tweede Wereldoorlog, 14 delen, 1969–1991, SDU, Den Haag, deel 10b, eerste Helft, blz. 68.)